# Dilatación y curetaje

Proceso de dilatación y curetaje

La dilación o dilatación y curetaje (D y C) o dilatación y legrado se refiere a la dilatación (ampliación / apertura) del cuello uterino y la remoción de una parte del revestimiento del útero y/o el contenido del útero (raspado y curetaje (legrado). En algunos países se conoce como legrado. Se trata de un procedimiento terapéutico ginecológico, así como ocasionalmente es utilizado como un método de aborto durante el primer trimestre.
D y C normalmente se refiere a un procedimiento que implica un legrado o curetaje, también llamado curetaje cortante. Sin embargo, algunas fuentes utilizan el término de D y C refiriéndose de forma general a cualquier procedimiento que implique el proceso de dilatación y extracción del contenido uterino, que incluye los procedimientos regulares de legrado por aspiración que pueden ser de aspiración manual o utilizando el sistema de aspiración eléctrica 

## Usos clínicos
Legrados se realizan comúnmente para el diagnóstico de enfermedades ginecológicas que conduce a un sangrado uterino anormal. Para resolver el sangrado uterino anormal (un flujo menstrual demasiado, demasiado a menudo o muy pesado,) para eliminar el exceso de revestimiento del útero en las mujeres que sufren de enfermedades como el síndrome de ovario poliquístico (que causa una acumulación prolongada de los tejidos sin período menstrual natural para quitarlo), para eliminar el tejido en el útero que pueden causar sangrado vaginal anormal, incluida la retención posparto de placenta; para eliminar el tejido retenido (también conocido como POC retenido o retención de los productos de la concepción), en el caso de una pérdida o aborto incompleto, y como un método de aborto que es ahora poco común.
Al contrario, D y C sigue siendo la "atención estándar" para las pérdidas o aborto incompleto en muchos países, a pesar de la existencia de otras alternativas. Debido a que existen los procedimientos médicos y los métodos no invasivos de aborto en la actualidad, y debido a que el D y C requiere de sedación profunda o anestesia general y tiene un mayor riesgo de complicaciones, el procedimiento ha disminuido como un método de aborto. La Organización Mundial de la Salud recomienda la D y C como un método de aborto quirúrgico sólo cuando la aspiración manual no está disponible. Según los Centros para el Control y la Prevención de enfermedades el D & C sólo representaron 2,4% de los abortos en los Estados Unidos en el año 2002, de 23,4% en 1972. La mayoría de D & Cs se realiza en la actualidad para la manejo de aborto incompletos y otras indicaciones diagnósticas.
La histeroscopia es una alternativa válida al D y C para muchas de las indicaciones quirúrgicas para el diagnóstico de patología uterina, para la remoción de fibromas y de los productos de la concepción retenidos. Es menos arriesgado, debido a la capacidad del médico para ver dentro del útero durante la cirugía, a diferencia de la D y C a ciegas. 
El manejo médico del aborto incompleto y del aborto por motivos médicos donde se utilizan drogas como la mifepristona y el misoprostol son seguras, no invasivo y alternativas menos costosas que la D y C. 

## Complicaciones
Las complicaciones pueden surgir ya sea por la introducción o propagación de la infecciones, la reacción adversa a la anestesia general que se necesita durante la cirugía o por la instrumentación en sí, debido a que el procedimiento se realiza a ciegas (sin el uso de técnica de imagen como el ultrasonido o la histeroscopia).
Un riesgo de legrado cortante es la perforación uterina. Aunque normalmente no se requiere tratamiento para la perforación uterina, en una laparoscopia se puede hacer para verificar que el sangrado se ha detenido por su cuenta. En caso de infecciones de transmisión sexual no tratadas la mujer también puede tener una infección uterina o de las trompas de Falopio como complicación posible, el síndrome de Asherman o adherencias intrauterinas es otro posible riesgo. Un estudio encontró que en mujeres que habían tenido uno o dos procedimientos de legrado por aborto, 14-16% desarrollaron algunas adherencias.
Las mujeres que se sometieron a tres procedimientos de legrado por aborto tenían un riesgo 32% de desarrollar adherencias. El Riesgo de desarrollar síndrome de Asherman fue del 30,9% en aquellas mujeres sometidas a D y C después de un aborto incompleto, y 25% en aquellas que tenían una D y C entre la 1-4 semanas después del parto. El síndrome de Asherman no tratado, especialmente si es grave, también aumenta el riesgo de complicaciones en los embarazos futuros, como el embarazo ectópico, aborto, e implantación anormal de la placenta (placenta previa y placenta adherida). De acuerdo con informes de casos recientes, el uso de la aspiración al vacío puede también dar lugar a adherencias intrauterinas.